# خط شرق غرب متروی سنگاپور
خط شرق غرب متروی سنگاپور (انگلیسی: East West MRT line) یکی از خط‌های متروی سنگاپور است که در سال ۱۹۸۷ تأسیس شده و دارای ۳۵ ایستگاه و ۵۷٫۲ کیلومتر طول است.

نقشه خط شرق غرب

## نگارخانه

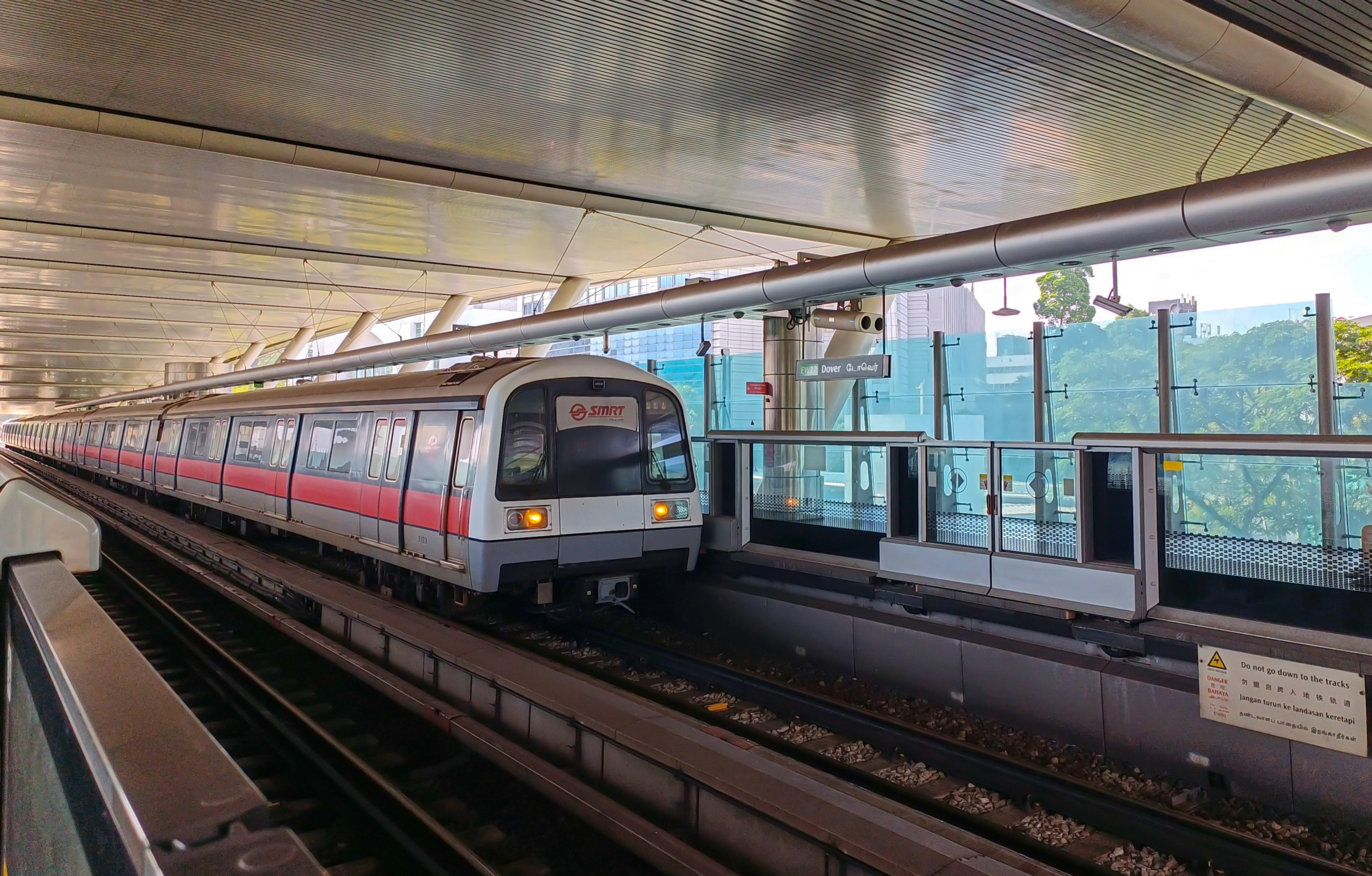
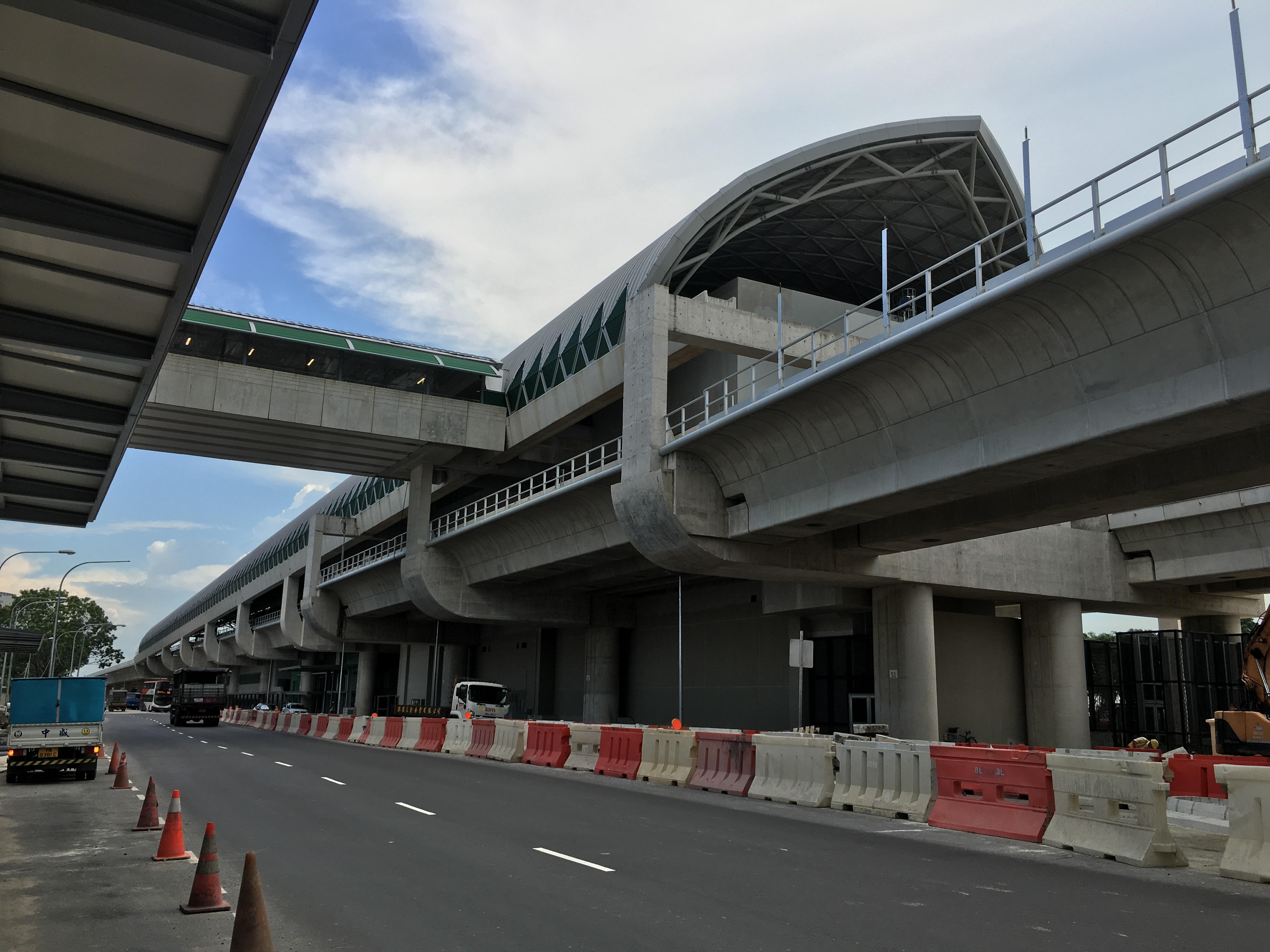
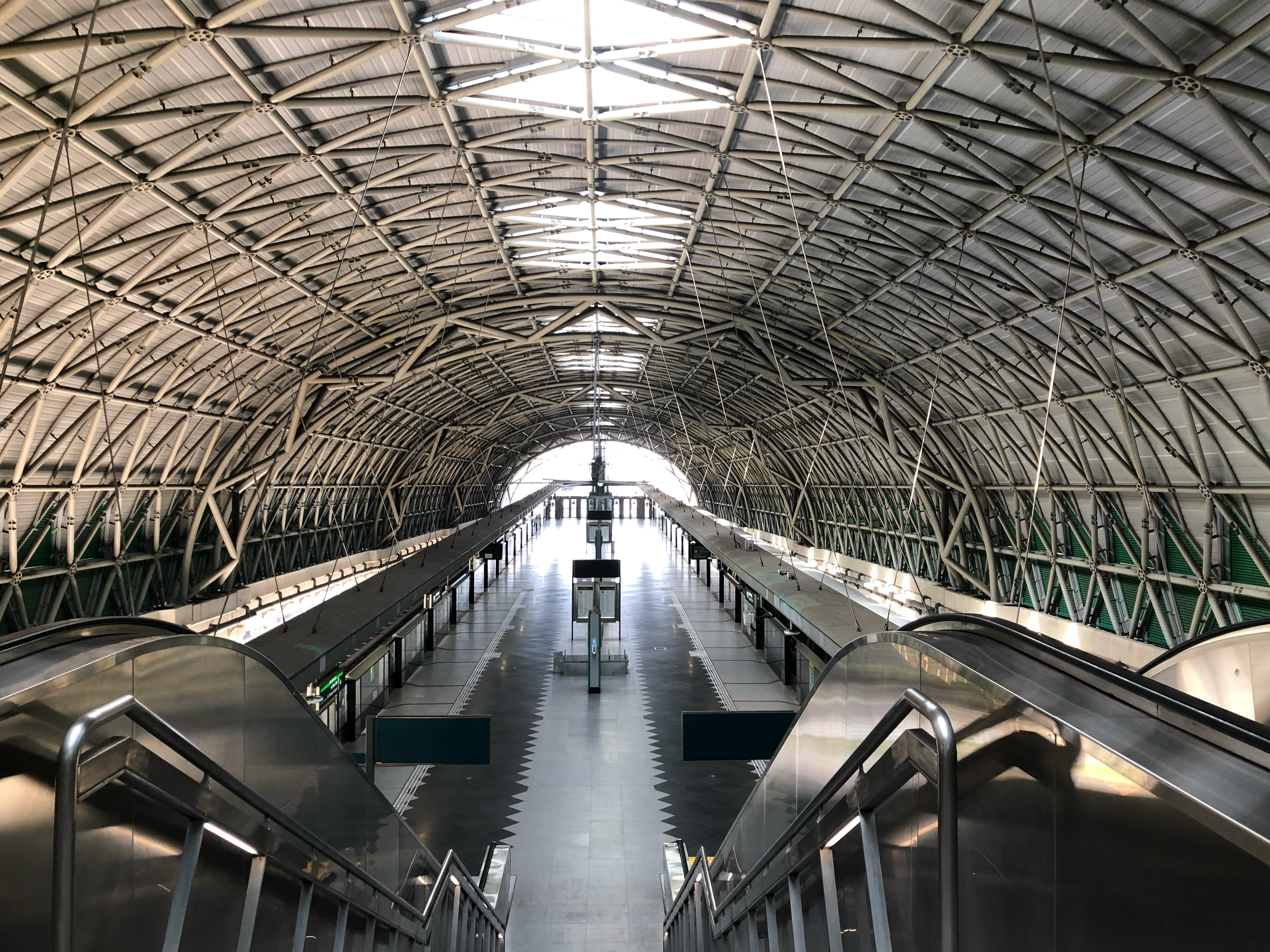
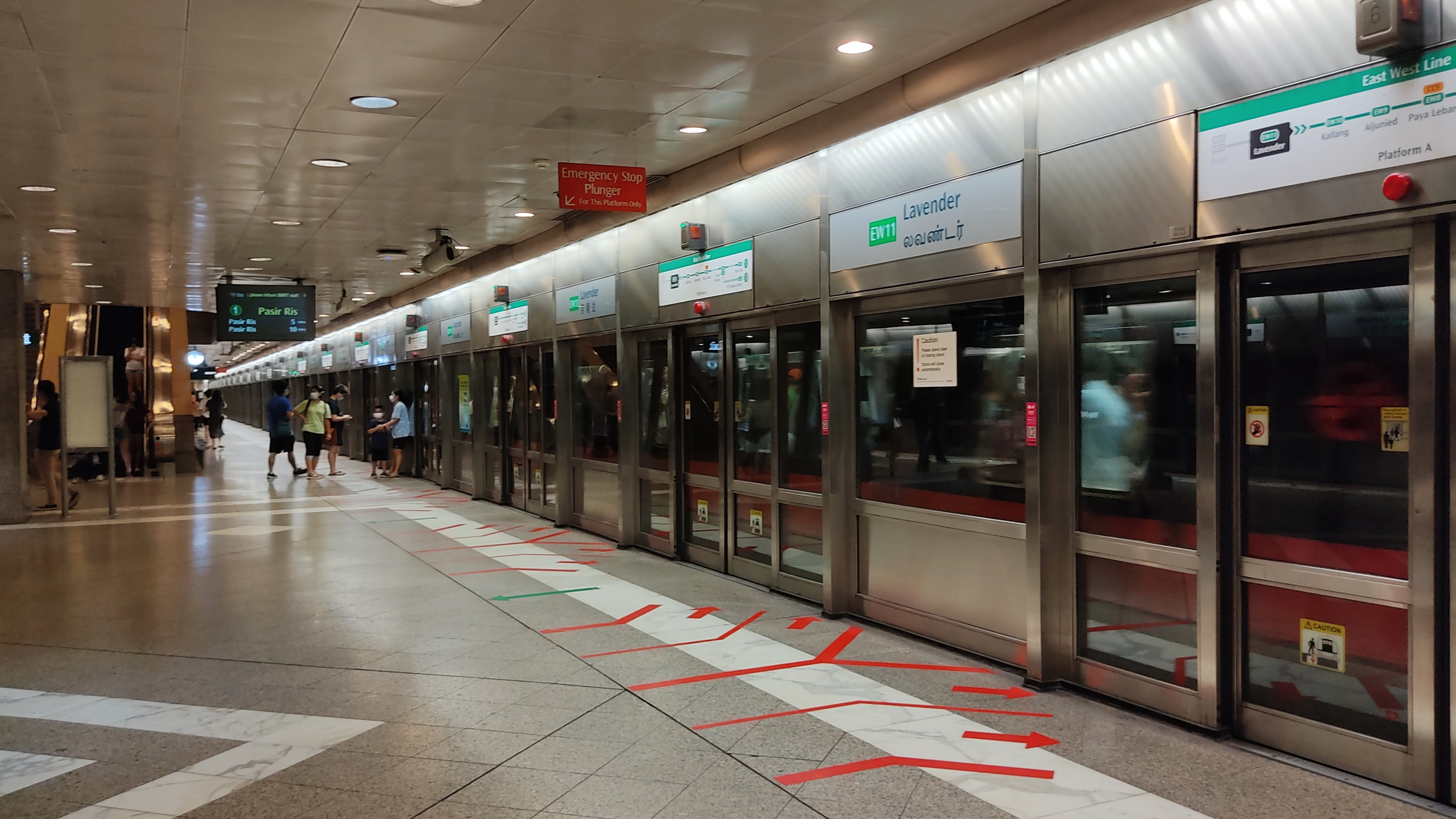
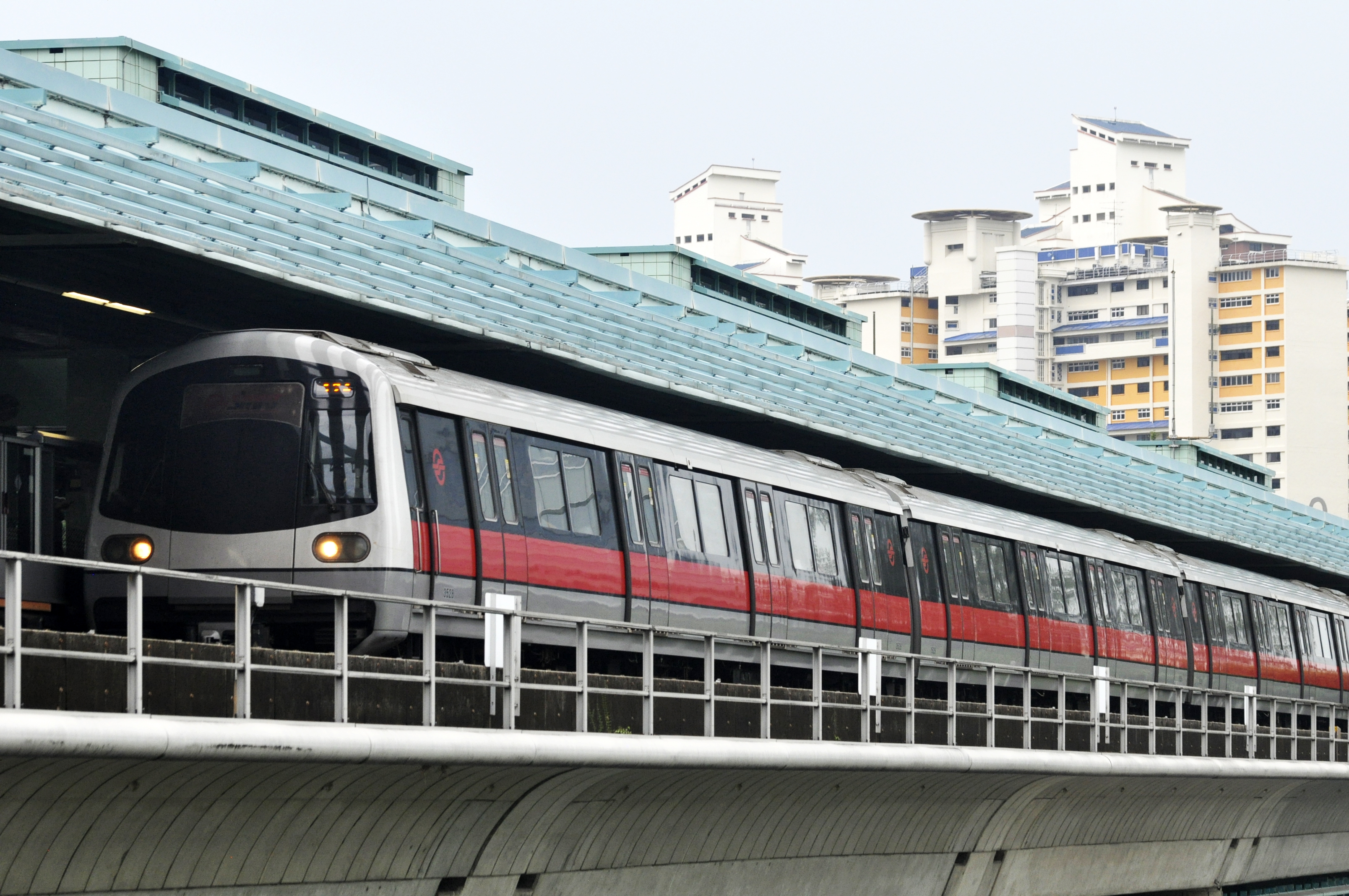
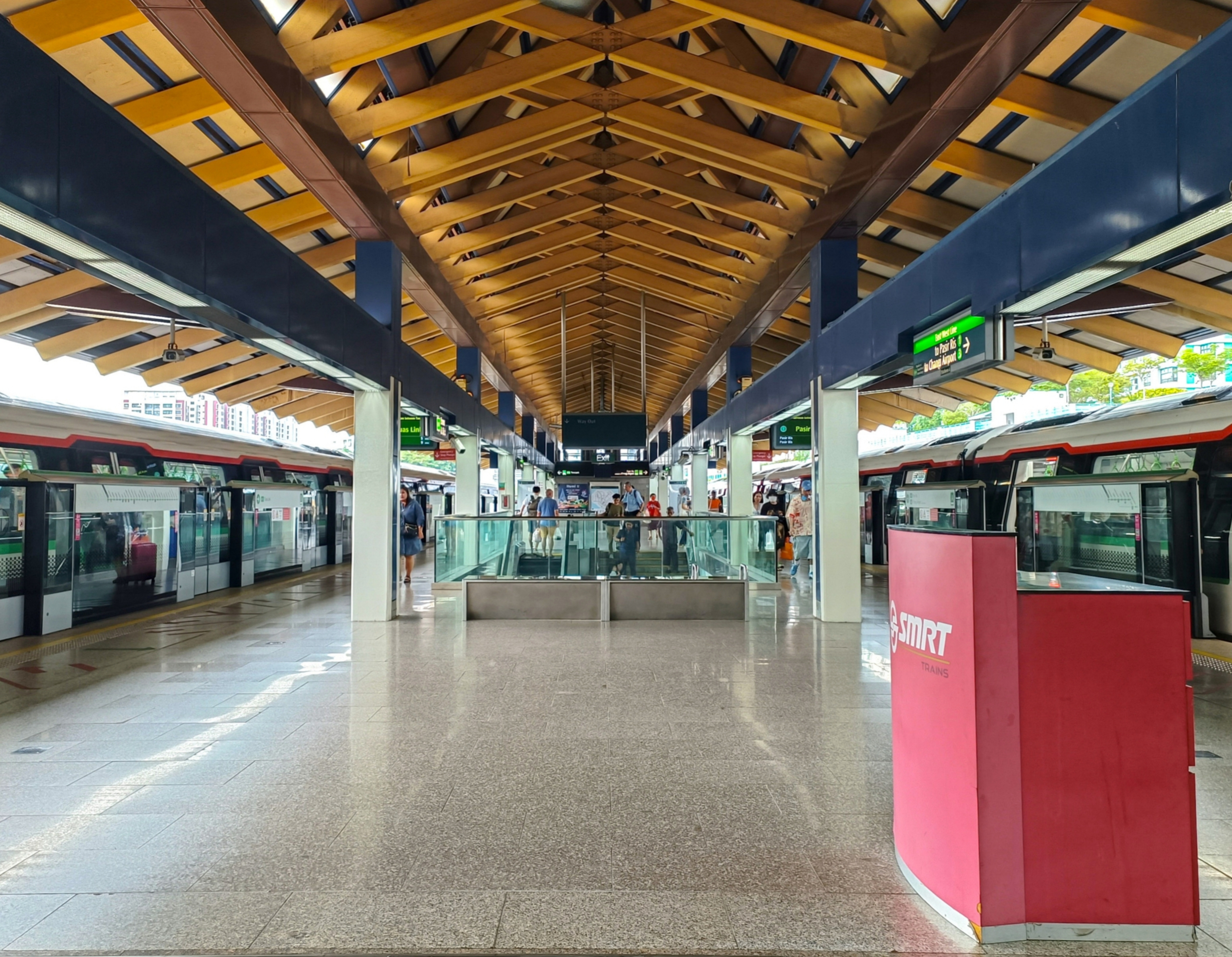